# Células Autónomas de Revolución Inmediata Práxedis G. Guerrero
Las Células Autónomas de Revolución Inmediata Práxedis G. Guerrero (CARI-PGG o también llamadas CARI-PGG/FAI) fue una guerrilla urbana que centro sus ataques en la Zona metropolitana del valle de México, extendiendo algunos ataques a estados aledaños. Este grupo junto a otra docena de células llegó a ser considerada una amenaza sería a la estabilidad a la capital mexicana según publicaciones realizadas por el CISEN.

## Historia
El grupo fue bautizado en honor al filósofo, poeta, editor, periodista y combatiente opuesto al porfiriato, vinculado a los Hermanos Flores Magón y muerto durante una de las primeras acciones armadas de la Revolución mexicana.
A la policía europea empezó a interesarle más el combate al anarquismo (que ellos equiparan con terrorismo) que al narcotráfico. Así lo demuestran un informe sobre “las tendencias terroristas en la UE” explicando la alarma de la Europol. De acuerdo con un informe del Centro Nacional de Planeación, Análisis e Información para el Combate a la Delincuencia (CENAPI), se detectaron agrupaciones de esta ideología, del cual se desprende de una red de anarquistas con presencia en Chile, España, Francia e Italia, siendo investigados por la Europol. Según el informe, estos grupos estaban motivados principalmente por la defensa de los animales y contra la nanotecnología; sin embargo, en los últimos años del grupo, sus tácticas evolucionaron, teniendo como referentes a los terroristas Mauricio Morales y Theodore Kaczynski. El grupo estaba coordinado con grupos como Individualistas Tendiendo a lo Salvaje (quien más tarde se alejaría de la corriente anarco insurreccionalista), Frente de Liberación Animal, Frente de Liberación de la Tierra, Célula Insurreccional Mariano Sánchez Añon, y la Brigadas de Acción Revolucionaria por la Propaganda por el Hecho y la Acción Armada Simon Radowsky, con los cuales llegaron a organizar sabotajes y ataques coordinados alrededor del país, especialmente en Estado de México y Ciudad de México.

### Primeros Ataques
El primer ataque del grupo fue el 8 de septiembre del 2009: clamó responsabilidad (dos días después) por un explosivo casero en una sucursal de Bancomer en la alcaldía de Tlalpan, en la Ciudad de México, reportándose otra explosión el 10 de septiembre en una agencia automotriz perteneciente a Renault, en la delegación de Tlalpan, siendo estos ataque en respuesta por el gasto a la remodelación del Reclusorio Norte y de la represión que ejercía el gobierno contra las células insurrectas. Los detenidos fueron arrestados al año siguiente después de un atentado fallido en el que resultó herido un militante.
El 3 de mayo el grupo realiza un ataque con explosivos en una sucursal de Santander en la colonia Narvarte, localizada en la Ciudad de México, en represalia del asesinato de dos activistas indígenas en el estado de Oaxaca, además de clamar un incendio contra dos camiones pertenecientes al circo Atayde Hermanos. El 5 de octubre del 2010, clamaron responsabilidad por el incendio de dos patrullas en el municipio de Chicoloapan de Juárez, sin que las autoridades se pronunciaran de este incidente. El grupo realiza varios atentados parecidos en el Estado de México

## Repunte de actividades

### 2011
El 24 de mayo del 2011 el grupo clamó responsabilidad de un ataque explosivo contra una sucursal Starbucks en Paseo de la Reforma, y al día siguiente, reclamó la autoría del ataque con explosivos caseros ocurrido la madrugada del lunes en la sucursal del banco Santander, ubicada en Tlalpan, en la Delegación Benito Juárez y otra en la delegación de Iztacalco. Meses más tarde, el 23 de septiembre (mismo día del asalto al cuartel de Madera) una sucursal de la Comisión Federal de Electricidad fue atacada con explosivos que dañó la fachada y el vestíbulo del inmueble ubicado en la delegación Iztacalco, al oriente de esta ciudad. El grupo clamó responsabilidad del atentado, exclamando que “El uso de electricidad además de constituir una de las principales amenazas para el planeta, es fuente clave para la manipulación y control social". En meses posteriores se clamarian ataques incendiarios o explosivos, no reportados por la prensa o las autoridades.
El 3 de octubre clamaron responsabilidad por dos explosiones coordinadas, una explosión en el banco Santander ubicado sobre en la colonia Toriello Guerra, en la delegación Tlalpan, Ciudad de México, y un artefacto explosivo la vivienda Manuel Cañedo, diputado del partido político PRI, el artefacto fue colocado en su domicilio en Ciudad Nezahualcóyotl, Estado de México.
El 24 de noviembre de 2011, un paquete bomba fue enviado a las oficinas generales de la PGR, específicamente el paquete tenía como destinatario al procurador de justicia Miguel Mancera, pero fue enviado por equivocación a la responsable de la Procuraduría General de la República (PGR), Marisela Morales, el paquete fue interceptado y destruido por las autoridades de la Ciudad de México, clamado por el Núcleo  insurrecto Sole-Baleno perteneciente a las CARI-PGG. En el mismo año el embajador de Chile en México, Germán Guerrero Pavez, por parte de un grupo anarquista similar. Días después, la Célula Anarquista Revolucionaria-Gabriella Segata Antolini, integrante de CARI-PGG, se adjudicaron el  envió del paquete explosivo dirigido al Arzobispo Norberto Rivera Carrera, el cual no detono y fue desactivado por las autoridades. El 14 de diciembre del 2011 una célula clamó responsabilidad por la explosión a las puertas del Instituto Italiano de Cultura, que dejó la puerta y ventanas dañadas, esto en la delegación de Coyoacán, Ciudad de México.  Las autoridades encontraron en el lugar los restos de una lata de gas butano, restos de cinta aislante y papel.

### 2012
En junio del 2012 el grupo clamó responsabilidad por el envío de un paquete bomba a la embajada griega en México el pasado mes de marzo. Durante el transcurso del año, las CARI-PGG siguieron clamando ataques con paquetes bomba.
El 22 de septiembre del 2012 la Fuerza de Tarea de la SSPDF localizó dos pequeños tanques de gas atados en la entrada de un banco en Isabel la Católica, en la Ciudad de México. No se reportaron personas lesionadas ni detenidos.

### 2013
No fue hasta el 2 de diciembre del 2013, cuando militantes de la CARI-PGG hicieron estallar un artefacto explosivo en la colonia Pedregal de Santo Domingo, delegación de Coyoacán, causando únicamente daños a la infraestructura. Las CARI-PGG también claman un ataque contra un autobús del cuerpo de granaderos del DF, el cual no fue reportado por las autoridades o la prensa.
En julio del 2016 el grupo saco un comunicado donde confirmaban la disolución del grupo y dan un "repaso" en el actuar del grupo y otros.